# Millenium Tower II
Millenium Tower II je výšková budova v Bratislavě, která je součástí komplexu Polus City Center. Je vysoká 100 metrů a slouží k administrativním účelům. Velkou část budovy má v pronájmu společnost IBM. Byla postavena mezi roky 2002 až 2003.